# Winchendon (Massachusetts)
Winchendon es un pueblo ubicado en el condado de Worcester en el estado estadounidense de Massachusetts. En el Censo de 2010 tenía una población de 10.300 habitantes y una densidad poblacional de 90,21 personas por km².

## Geografía
Winchendon se encuentra ubicado en las coordenadas 42°40′2″N 72°2′46″O / 42.66722, -72.04611. Según la Oficina del Censo de los Estados Unidos, Winchendon tiene una superficie total de 114.17 km², de la cual 111.43 km² corresponden a tierra firme y (2.4%) 2.74 km² es agua.

## Demografía
Según el censo de 2010, había 10.300 personas residiendo en Winchendon. La densidad de población era de 90,21 hab./km². De los 10.300 habitantes, Winchendon estaba compuesto por el 93.9% blancos, el 1.5% eran afroamericanos, el 0.17% eran amerindios, el 1.84% eran asiáticos, el 0% eran isleños del Pacífico, el 0.92% eran de otras razas y el 1.67% pertenecían a dos o más razas. Del total de la población el 3.41% eran hispanos o latinos de cualquier raza.